# 1231
| [ Edytuj tabelę ]                          |                                                               |
| Książę Małopolski                          | - 1229 Konrad I mazowiecki 1232                               |
| Książę Wielkopolski                        | - 1229 Władysław Odonic 1239                                  |
| Król Angkoru                               | - 1218 Indrawarman II 1244                                    |
| Król Anglii                                | - 1216 Henryk III 1272                                        |
| Król Aragonii i Walencji, hrabia Barcelony | - 1213 Jakub I Zdobywca 1276                                  |
| Książę Bawarii                             | - 1183 Ludwik I 1231 - 1231 Otto II 1253                      |
| Margrabia Brandenburgii                    | - 1220 Otto III 1267                                          |
| Książę Burgundii                           | - 1218 Hugo IV 1272                                           |
| Cesarz Bizancjum                           | - 1222 Jan III Dukas Watatzes 1254                            |
| Car Bułgarii                               | - 1218 Iwan Asen II 1241                                      |
| Cesarz Chin                                | - 1224 Song Lizong 1264                                       |
| Król Cypru                                 | - 1218 Henryk I 1253                                          |
| Król Czech                                 | - 1230 Wacław I 1253                                          |
| Król Danii                                 | - 1202 Waldemar II Zwycięski 1241                             |
| Władca Egiptu                              | - 1218 Al-Kamil 1238                                          |
| Król Francji                               | - 1226 Ludwik IX Święty 1270                                  |
| Król Gruzji                                | - 1223 Rusudan 1245                                           |
| Hrabia Holandii                            | - 1222 Floris IV Holenderski 1234                             |
| Cesarz Japonii                             | - 1221 Go-Horikawa 1232                                       |
| Kalif                                      | - 1226 Al-Mustansir 1242                                      |
| Król Kastylii                              | - 1217 Ferdynand III Święty 1252                              |
| Król Kastylii i Leónu                      | - 1230 Ferdynand III Święty 1252                              |
| Patriarcha Konstantynopola                 | - 1222 German II 1240                                         |
| Władca Korei                               | - 1213 Kojong 1259                                            |
| Książę Litwy                               | - 1219 Dowsprunk 1238                                         |
| Cesarz Łaciński                            | - 1228 Baldwin II de Courtenay 1261 - 1231 Jan z Brienne 1237 |
| Kalif Maroka                               | - 1229 Idris I 1232                                           |
| Król Nawarry                               | - 1194 Sanczo VII 1234                                        |
| Król Norwegii                              | - 1217 Haakon IV Stary 1263                                   |
| Hrabia Palatynatu                          | - 1227 Otton I Bawarski 1253                                  |
| Papież                                     | - 1227 Grzegorz IX 1241                                       |
| Król Portugalii                            | - 1223 Sancho II 1248                                         |
| Sułtan Rumu                                | - 1220 Kajkubad I 1237                                        |
| Książę Rusi halickiej                      | - 1229 Daniel II 1235                                         |
| Cesarz Rzymski (niemiecki)                 | - 1220 Fryderyk II 1250                                       |
| Książę Saksonii                            | - 1212 Albrecht I 1260                                        |
| Król Serbii                                | - 1228 Stefan Radosław 1234                                   |
| Król Singasari                             | - 1227 Anuśpati 1248                                          |
| Król Szkocji                               | - 1214 Aleksander II 1249                                     |
| Król Szwecji                               | - 1229 Knut Długi 1234                                        |
| Doża Wenecji                               | - 1229 Jacopo Tiepolo 1249                                    |
| Król Węgier                                | - 1205 Andrzej II 1235                                        |
| Wielki mistrz zakonu krzyżackiego          | - 1209 Hermann von Salza 1239                                 |

Rok 1231 / MCCXXXI
stulecia: XII wiek ~
XIII wiek ~
XIV wiek

lata: 1221 «
1226 «
1227 «
1228 «
1229 «
1230 «
1231
» 1232
» 1233
» 1234
» 1235
» 1236
» 1241

## Wydarzenia w Polsce
- Pierwsza lokacja Torunia, na terenie obecnego Starego Torunia.
- Cesarz rzymski Fryderyk II uznał Pomorze Zachodnie za kraj podległy Marchii Brandenburskiej. Margrabiowie rozpoczęli teraz długą serię zaborczych zabiegów. Jedne ziemie uzyskiwali drogą zamiany, inne kupowali lub po prostu zdobywali siłą.
- Objęcie Grudziądza przez Krzyżaków, miasto staje się siedzibą komturstwa.
- 3 listopada zmarł na Śląsku Władysław Laskonogi. Przelał on wszystkie swe prawa do Wielkopolski i Małopolski na Henryka Brodatego.
- Pierwsza wzmianka o Zgierzu
- Strzelno uzyskało prawa miejskie

## Wydarzenia na świecie
- Europa
  - Oficjalne zatwierdzenie inkwizycji przez papieża Grzegorza IX
  - Fryderyk II, cesarz i król Sycylii wydał tzw. Konstytucje w Melfi[1].

## Urodzili się
- 8 marca – Ibn Mujassar, egipski historyk (zm. 1278)
- bł. Jakub Salomoni – włoski dominikanin, błogosławiony katolicki (zm. 1314)
- Guo Shoujing – chiński astronom (zm. 1316)
- John de Warenne – angielski arystokrata i wojskowy (zm. 1304)

## Zmarli
- 3 listopada – Władysław III Laskonogi, książę wielkopolski i krakowski (ur. 1161/1167)
- 6 listopada – Tsuchimikado, cesarz Japonii
- 17 listopada – Elżbieta Węgierska, święta katolicka (ur. 1207)
- 13 czerwca – Antoni Padewski, portugalski franciszkanin, święty katolicki (ur. 1195)
- 28 sierpnia – Eleonora Portugalska, infantka portugalska, królowa Danii (ur. 1211)
- 29 sierpnia:
  - Jan z Perugii, włoski franciszkanin, męczennik, błogosławiony katolicki (ur. ?)
  - Piotr z Sassoferrato, włoski franciszkanin, męczennik, błogosławiony katolicki (ur. ?)
- Dżalal ad-Din Manguberti, ostatnia władca Imperium Chorezmijskiego (ur. 1199)
- Abd al-Latif al-Baghdadi, arabski kronikarz (ur. 1162)
- Heinrich II z Dischingen, biskup Eichstätt (ur. ?)